# Boda de Humberto de Italia y María José de Bélgica
La boda del príncipe heredero Humberto II de Italia y la princesa María José de Bélgica tuvo lugar el 8 de enero de 1930 en la Capilla Paulina del Palacio del Quirinal. Se trata de la última boda real celebrada en Italia.

## Antecedentes
Humberto era el único hijo varón del rey Víctor Manuel III de Italia y de la reina Elena de Montenegro, y por lo tanto era el heredero al trono. Por su parte, María José era hija del rey Alberto I de Bélgica y de la reina Isabel Gabriela de Baviera.

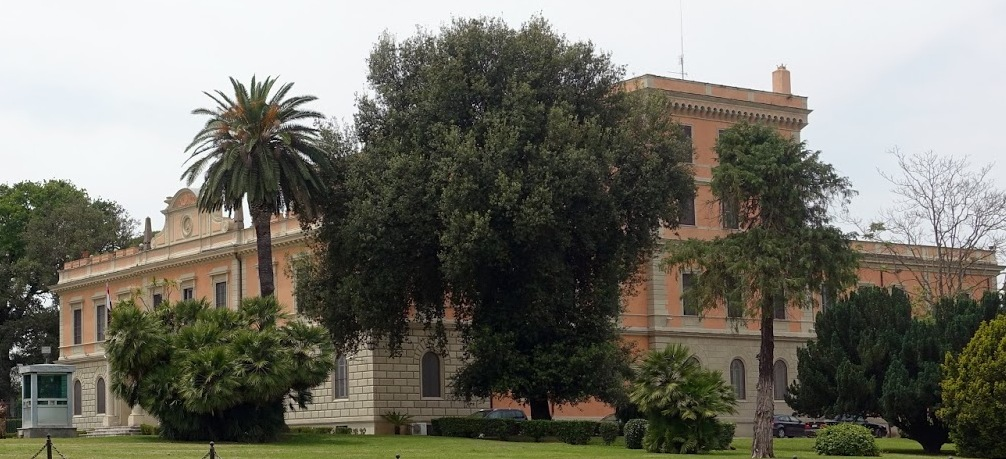
Villa Savoia

El 5 de enero de 1930 la familia real belga llega a Roma en tren siendo recibidos por la familia real italiana y desplazándose por la calles de Roma hasta el Palacio del Quirinal. Por la noche se celebró una cena en Villa Savoia, residencia privada de los reyes italianos. 

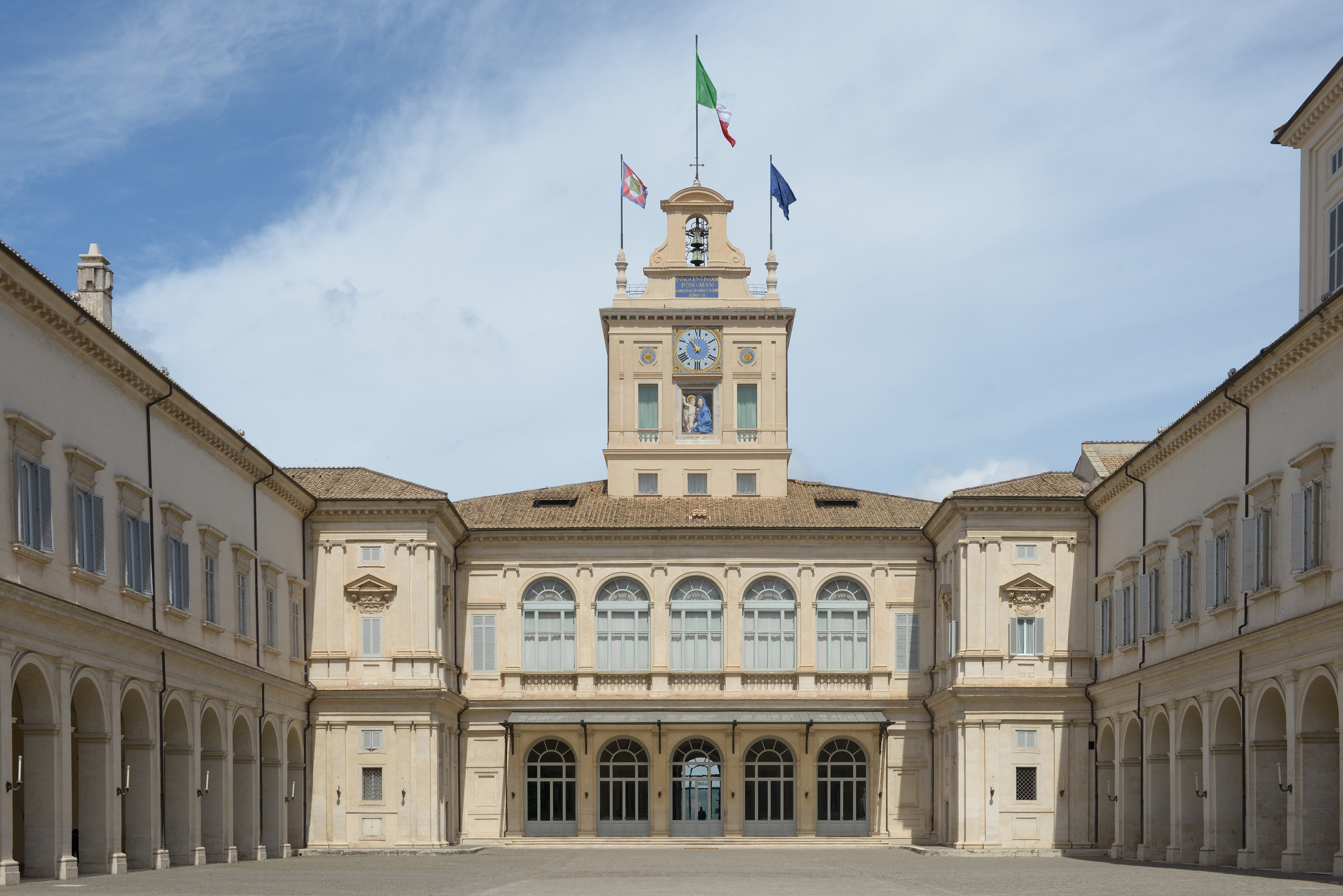
Palacio del Quirinal

Los dos día siguientes se celebraron recepciones y cenas de gala en el Palacio del Quirinal. 

## Boda
La boda tuvo lugar el 8 de enero de 1930 en la Capilla Paulina del Palacio del Quirinal. La ceremonia católica fue oficiada por el cardenal Pietro Maffi, arzobispo de Pisa. 
Después de la ceremonia, se desplazaron hasta el Vaticano donde tuvieron una recepción con el Papa Pío XI. 
María José llevaba un vestido en color blanco y plata diseñador por Humberto. En la cabeza llevaba la tiara Musy de la reina Margarita.

## Invitados
- Rey Víctor Manuel III de Italia y reina Elena
- Princesa Yolanda de Italia
- Princesa Mafalda de Italia
- Princesa Juana de Italia
- Princesa María de Italia
- Rey Alberto I de Bélgica y reina Isabel
- Príncipe heredero Leopoldo de Bélgica y princesa heredera Astrid
- Príncipe Carlos de Bélgica
- Zar Boris III de Bulgaria
- Rey Manuel II de Portugal
- Reina Sofía de Grecia
- Rey Amanulá Khan de Afganistán y reina Soraya
- Duque Jorge de York
- Princesa heredera Antonia de Baviera
- Gran duquesa Militza de Rusia
- Princesa Xenia de Montenegro
- Príncipe Kyril de Bulgaria y princesa Eudoxia
- Príncipe Pablo de Yugoslavia y princesa Olga
- Infante Fenando de España
- Benito Mussolini

## Otros datos
Humberto y María José tuvieron cuatro hijos:
- María Pía, princesa de Borbón-Parma (24 de septiembre de 1934)
- Víctor Manuel, príncipe de Nápoles (12 de febrero de 1937)
- Princesa María Gabriela (24 de febrero de 1940)
- Princesa María Beatriz (2 de febrero de 1943)

Humberto se convirtió en rey de Italia el 29 de mayo de 1946 y María José en la reina consorte. Solo 34 días después, el 12 de junio de 1936, Italia se convierte en una República tras un referéndum.
Humberto fallece el 18 de marzo de 1983 en Suiza a los 78 años. María José fallece el 27 de enero de 2001 también en Suiza a los 94 años de edad. 